# Freya grisea
Freya grisea är en spindelart som först beskrevs av Pickard-Cambridge F. 1901.  Freya grisea ingår i släktet Freya och familjen hoppspindlar. Inga underarter finns listade i Catalogue of Life.